# The Sentimental Lady
The Sentimental Lady er en amerikansk stumfilm fra 1915 af Walter Edwin.

## Medvirkende
- Irene Fenwick som Amy Cary.
- Frank Belcher.
- John Davidson som Norman Van Aulsten.
- Thomas McGrath.
- Jack Devereaux som Bob Nelson.